# Charles Mahuza Yava
Charles Mahuza Yava, né le 29 juillet 1958 à Sandoa (Katanga, Congo), est un prélat catholique congolais, vicaire apostolique de l'archipel des Comores depuis 2010.

## Biographie
Charles Mahuza Yava obtient un baccalauréat en pédagogie générale, puis étudie la philosophie et la théologie au scolasticat Jean XXIII à Kolwezi et la spiritualité au Centre Sèvres à Paris. Il a également une licence de philosophie et de théologie.
Le 8 septembre 1991, Charles Mahuza Yava rejoint la Société du Divin Sauveur et est ordonné prêtre le 8 mai 1993. 
Il devient ainsi curé de la cathédrale Sainte-Thérèse de l'Enfant-Jésus, à Moroni, puis vicaire dans la paroisse Christ-Roi à Ntita de 1993 à 1994. De 1995 à 2000, il exerce la charge de maître des novices à Kolwezi et à Lubumbashi, puis, en 2000, il est nommé recteur des scolastiques salvatoriennes, fonction qu'il occupe jusqu'en 2003, date à laquelle il devient supérieur provincial de la province missionnaire salvatorienne de la République démocratique du Congo. En 2009, il quitte ces fonctions pour être envoyé comme missionnaire aux Comores et à Mayotte.
Enfin, le 1er mai 2010, le pape Benoît XVI le nomme vicaire apostolique de l'archipel des Comores et évêque titulaire d'Apisa Maius (de). En tant que tel, il incorpore à la fois la Conférence des évêques de France et la Conférence épiscopale de l'océan Indien.
Il est consacré le 19 juin 2010 par Denis Wiehe, assisté de Maurice Piat et Gilbert Aubry. Sa croix pectorale renferme une relique de sainte Brigitte de Suède dont le sanctuaire en Pologne (pl) est animé par les salvatoriens.